# Max Weinreich
Pour les articles homonymes, voir Weinreich.
Max Weinreich  né le 22 avril 1894 à Kuldīga en Lettonie et mort le 29 janvier 1969 à New York est un linguiste spécialisé dans l'étude du yiddish. Très tôt il a traduit dans cette langue des œuvres de la littérature européenne. Il est le père d'un autre linguiste, Uriel Weinreich.

## Éléments biographiques
Il a étudié à Saint-Pétersbourg puis à l’université de Marbourg où il obtient son doctorat en linguistique en 1923 avec sa thèse sur l’histoire de la philologie yiddish. Il a été l'un des initiateurs et dirigeant du YIVO, institut de recherche consacré à l’étude de la vie juive et yiddish en Europe de l’Est. Il a également étudié et enseigné à Yale et à New York aux États-Unis ainsi qu'avec un proche de Freud à Vienne, Siegfried Bernfeld. Il a aussi traduit Freud en yiddish.

### Ses recherches sur l'antisémitisme universitaire
Il est connu pour avoir écrit un ouvrage d'enquête historique sur l'implication des universitaires dans le développement des théories antisémites qui ont amené la solution finale. Ses analyses ont notamment servi au procès de Nuremberg et ses thèses divergent sensiblement de celles de Hannah Arendt dans la mesure où il démontre qu'Hitler et ses collaborateurs se sont appuyés sur des thèses universitaires élaborées. L'implication d'éminents professeurs n'était ni « mécanique », comme on le pense parfois à propos d'Adolf Eichmann, ni de simples actes de soumission tel que l'idée en a été parfois soutenue, pour Heidegger entre autres. Il refusa les idées d'Hannah Arendt autour de la « Banalité du mal » et du procès d'Eichmann, pensant qu'elles impliquaient une forme de disculpation de ce dernier.

## Citation
- « Une langue est un dialecte avec une armée et une flotte. »

## Œuvres
En allemand ou traduit en allemand
- Studien zur Geschichte und dialektischen Gliederung der jiddischen Sprache. Philipps-Universität Marburg, 1923.
- Das Jiddische Wissenschaftliche Institut (»Jiwo«), die wissenschaftliche Zentralstelle des Ostjudentums, 1931.
- Geschichte der jiddischen Sprachforschung, hrsg. von Jerold C. Frakes, 1993

En yiddisch
- Mekhires-Yosef: ... aroysgenumen fun seyfer »Tam ve-yashar« un fun andere sforim ..., 1923.
- Shtaplen fir etyudn tsu der yidisher shprakhvisnshaft un literaturgeshikhte, 1923.
- Shturemvint. Bilder fun der yidisher geshikhte in zibtsntn yorhundert, 1927.
- Bilder fun der yidisher literaturgeshikhte fun di onheybn biz Mendele Moykher-Sforim, 1928.
- (zusammen mit F. Haylperin:) Praktishe gramatik fun der yidisher shprakh, 1929.
- Di geshikhte fun beyzn beyz, 1937.
- Di shvartse pintelekh. Vilne: Yidisher visnshaftlekher institut, 1939.
- Di yidishe visnshaft in der hayntiker tsayt. Nyu-York 1941.
- Hitlers profesorn. Kheylek fun der daytsher visnshaft in daytshland farbrekhns kegn yidishn folk. Hrsg.: Yidisher visnshaftlekher institut, Historishe sektsye, Nyu-York 1947.
- Fun beyde zaytn ployt. Dos shturemdike lebn fun Uri Kovnern, dem nihilist, 1955
- Geshikhte fun der yidisher shprakh: bagrifn, faktn, metodn. (געשיכטע פֿון דער ייִדישער ש פּ ראַך, Histoire de la langue yiddish) Yivo, New York, 4 tomes, 1973[3].
- Oysgeklibene shriftn, hrsg. von Shmuel Rozhanski, 1974.

- (Hrsg., zusammen mit D. Aynhorn und Sh. Gorelik:) Der onheyb: zamlbukh far literatur un visnshaft, 1922.
- (Hrsg.): Nahum Stutchkoff: Oytser fun der yidisher shprakh [Thesaurus der jiddischen Sprache]. YIVO, New York 1950.

Traduit en anglais
- History of the Yiddish language. Auszüge. Übersetzt von Shlomo Noble, mit der Hilfe von Joshua A. Fishman. University of Chicago Press, 1980[4]. Neuauflage in zwei Bänden, Hrsg. von Paul (Hershl) Glasser. Yale University Press, New Haven 2008[5].
- Hitler’s professors. The part of scholarship in Germany’s crimes against the jewish people. Yewish Scientific Institute YIVO, New York 1946. 2. Aufl. mit neuem Vorwort, Yale University Press, New Haven 1999,  (ISBN 0300053878) (in Google Books lesbar). Wieder: Literary Licensing Llc, 2011,  (ISBN 1258030888).

Traduit en français
- Hitler et les professeurs : le rôle des universitaires allemands dans les crimes commis contre le peuple juif [« Hitler's professors: the Part of Scholarship in Germany's Crimes Against the Jewish People »] (trad. du yiddish), Paris, Les Belles Lettres, 2013, 396 p. (ISBN 978-2-251-44469-7)